# تالیم (I) فلوئورید
تالیم(I) فلوئورید (به انگلیسی: Thallium(I) fluoride) با فرمول شیمیایی TlF2• یک ترکیب شیمیایی با شناسه پاب‌کم 62675 است.  جرم مولی آن 223.3817 g mol-1 می‌باشد. شکل ظاهری این ترکیب، بلورهای سفید است.